# Newcastle United F.C.
Newcastle United Football Club, Newcastle United ali preprosto Newcastle je angleški nogometni klub iz mesta Newcastle upon Tyne. Klub trenutno igra v Premier League, po uspešnosti pa je 9. klub v Angliji.
Klub je bil ustanovljen leta 1892, ko sta se združila dva lokalna kluba, Newcastle East End in Newcastle West End. Od takrat naprej Newcastle igra na stadionu St James' Park, kateri sprejema 52.405 gledalcev. Do danes je bil Newcastle angleški prvak štirikrat. Za njegov največji uspeh pa šteje osvojitev pokala medmestnih sejmov leta 1969, ko so madžarski klub Újpesti Dózsa v dveh medsebojnih obračunih premagali s 6-2 (3-0/3-2). Barvi kluba sta črna in bela. Navijači kluba pa se imenujejo Toon Army.

## Rivalstvo
Največji rival Newcastla je Sunderland, s katerim igrajo Tyne-Wear derby od 1898 leta dalje.